# Schloss Stösitz
Schloss Stösitz war der Sitz der adligen Familien von Miltitz, von Neitschütz und von Carlowitz. Es lag in Stösitz bei Stauchitz und wurde 1949 abgerissen.

## Geschichte
Das Schloss wurde 1606 bis 1621 nach einem Brand neu aufgebaut, später aber wieder abgerissen und erneut erbaut. Es war ein stattlicher zweigeschossiger Bau von sieben Achsen und drei Risaliten an der Front und fünf Fensterachsen an den. In den Jahren von 1764 bis 1766 errichtete Hans Adolf von Carlowitz das bis zu seinem Abriss den Ort Stösitz beherrschende Schloss. Er verband auch das Schloss in genussvoller Weise mit einer geschickten Gartengestaltung mit dem nahen Gehölz und schuf so eine dem Zeitgeschmack entsprechende Parkanlage. 1949 wurde dieses Schloss im Zuge des SMAD-Befehls Nr. 209 dem Erdboden gleichgemacht.